# Kościół Najświętszej Krwi Pana Jezusa w Poznaniu
Kościół Najświętszej Krwi Pana Jezusa w Poznaniu – zabytkowy kościół rektoralny znajdujący się w dawnej kamienicy przy ulicy Żydowskiej 34 w Poznaniu, na rogu z ulicą Kramarską. Świątynia posiada status sanktuarium Pańskiego, wraz z kościołami Najświętszego Serca Jezusowego i Matki Boskiej Pocieszenia oraz Bożego Ciała tworzy Poznański Trakt Eucharystyczny. Od 2017 r. jest wielkopostnym kościołem stacyjnym.

## Historia
Powstał w początku XVIII wieku w kamienicy należącej do Świdów-Szamotulskich, w której zgodnie z legendą w 1399 Żydzi sprofanowali skradzione hostie. W roku 1620 odnaleziono zamurowany w filarze stół, na którym miano dokonać zbezczeszczenia (mogła to być mistyfikacja karmelitów trzewiczkowych chcących nabyć grunt wewnątrz miasta, czemu oponowała rada miejska, stąd zresztą powstało takie opóźnienie w budowie kościoła). Pozwolenie na budowę wydał w 1668 król Jan Kazimierz. Przebudowa zakończyła się w 1704 roku. Przy udziale funduszy unijnych z projektu „Adaptacja i renowacja zabytkowych obiektów na Trakcie Królewsko-Cesarskim w Poznaniu służących rozwojowi, promocji i upowszechnianiu kultury” kościół przeszedł renowację.

## Budowa

### Fasada

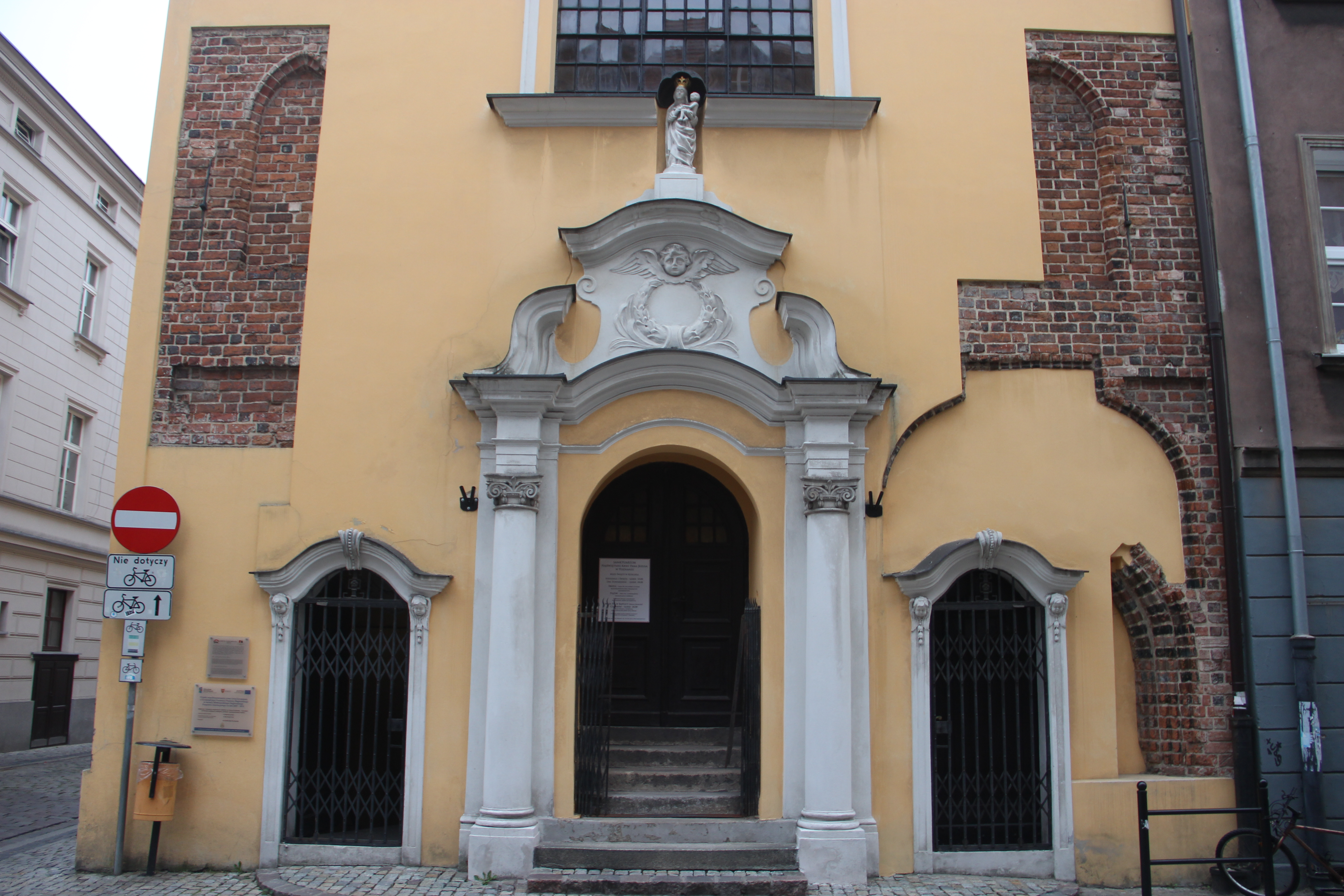
Fasada z widocznymi reliktami gotyckiej kamienicy

Fasada kościoła ozdobiona została barokowym szczytem oraz portalem wejściowym. Widoczne są na niej relikty gotyckich wnęk okiennych i portali odkryte podczas odnawiania elewacji w 1977. Z pierwotnej kamienicy pozostały zewnętrzne mury, w które wkomponowano figurę Najświętszej Marii Panny pochodzącej z kamienicy przy Starym Rynku 100, a wykonanej około 1500 roku. Centralne miejsce fasady zajmuje okno. Do wnętrza prowadzi troje drzwi. Na ścianie od ulicy Kramarskiej znajduje się tablica poświęcona księdzu Nikodemowi Cieszyńskiemu – kronikarzowi i rektorowi tegoż kościoła.

### Wnętrze

#### Kościół górny
Kościół tworzy jedna nawa. Wewnątrz znajdują się trzy bogato rzeźbione ołtarze barokowe. Całość świątyni utrzymana jest w jednolitym, bogatym wystroju z pierwszej połowy XVIII wieku. Polichromie nawy głównej, przedstawiające historię hostii, wykonał franciszkanin Adam Swach w 1735 roku. Na południowej ścianie znajduje się późnogotycka, wykonana z polichromowanego drewna Pietà, a na północnej obraz Opłakiwanie z XVI wieku. Pod chórem stoi rzeźba – ludowy Chrystus Frasobliwy z XVI wieku oraz sarmackie portrety Apolonii Grocholowskiej (zm. 1759) i Agnieszki Kosowskiej (zm. 1772).

W maju 2005 metropolita poznański, Stanisław Gądecki polecił usunąć z kościoła zabytkową tablicę z początku XX wieku, upamiętniającą domniemaną profanację hostii. Napis na niej głosił m.in.: 

Boże, jak za taką krzywdę nagrodzimy?
Twoję, gdy ciężką mękę w Poznaniu widzimy.
Ty sam Boże jakoś jest zawsze sprawiedliwy,
Ty wyniszcz aż do szczętu ten naród złośliwy.

 Powodem usunięcia tablicy była jej antyżydowska treść. Tablica trafiła do Muzeum Archidiecezjalnego.

##### Ołtarz główny
Na jego szczycie widnieje kielich z trzema hostiami. W górnej części znajduje się Bóg Ojciec, który w prawej dłoni trzyma berło, a w lewej kulę ziemską. Jest on otoczony aniołami i aureolą. Pod wyobrażeniem Boga Ojca znajduje się gołębica – symbol Ducha Świętego. W centrum nastawy ołtarzowej umieszczony jest cudowny wizerunek Chrystusa „Vir Dolorum”, który jest przesłonięty częściowo srebrną blachą. Jezus ma krwawiącą ranę na prawym boku. Cudowny wizerunek jest zasłaniany obrazem Chrystusa Miłosiernego. Po bokach obrazu czterech aniołów trzymających cztery narzędzia męki Chrystusowej; drabinę, gwoździe, młotek i kij. Za mensą ołtarzową drewniane tabernakulum z pierwszej połowy XVIII w. Po obu bokach ołtarza stoją dwie rzeźby, jedna to prawdopodobnie papież (z tiarą na głowie) i Św. Longin (postać trzymająca włócznię).

##### Ołtarz Matki Boskiej Bolesnej (południowy)
Główne miejsce zajmuje obraz Matki Boskiej Bolesnej, trzymającej ciało Jezusa. Obraz ten zasłonięty jest przez inny z wizerunkiem Maryi z dzieciątkiem Jezus, która wręcza błogosławionemu Szymonowi Stockowi szkaplerz. Na wstędze jest napis, który głosi po łacinie „Kto umrze z tym szkaplerzem, nie będzie cierpiał ognia wiecznego”.

##### Ołtarz Świętego Kajetana (północny)
Odsłaniany obraz przedstawia rozmnożenie chleba przez Jezusa. Pod nim znajduje się obraz Świętego Kajetana, który był założycielem zakonu teatynów. W górnej części ołtarza wizerunek proroka Eliasza i aniołów.

##### Organy
Obecnie istniejące organy powstały na mocy kontraktu podpisanego 30 marca 1846 roku z organmistrzem Peterum. Organmistrzem tym był najprawdopodobniej Fryderyk Petera, jeden z synów Johanna Gotloba Petery, budowniczego organów katedry poznańskiej z 1798 roku.  Budowę zakończono w pierwszej połowie 1848 roku.
Instrument ten kilkukrotnie naprawiano i przebudowywano. Pierwsza przebudowa miała miejsce w 1906 r. W 1912 roku Franz Tomiński przebudował między innymi miech. Ostatni remont i przebudowa instrumentu miała miejsce w latach 2010–2015, a dokonała jej firma Jana Drozdowicza z Poznania.
Prospekt w stylu klasycystycznym z początku XIX wieku. Organy Fryderyka Petery to cenny zabytek sztuki organmistrzowskiej. Cechą charakterystyczną organów jest mikstura dzielona na wzór włoski.
Dyspozycja instrumentu:
| Manuał             | Pedał            |
| ------------------ | ---------------- |
| 1. Principal 8’    | 1. Subbass 16’   |
| 2. Octave 4’       | 2. Oktav bass 8’ |
| 3. Salicional 8’   |                  |
| 4. Doppel Flöte 8’ |                  |
| 5. Flöte 4'        |                  |
| 6. Quinte 2 2/3’   |                  |
| 7. Super octave 2’ |                  |
| 8. Mixtur 2-3f     |                  |

#### Kościół dolny
W podziemiu znajduje się studnia, w której Żydzi mieli topić hostie. Jest ona artystycznie ocembrowana i zaopatrzona w żuraw. Przed nią stoi ołtarz z rzeźbami św. Stanisława (z pastorałem), św. Wojciecha (z wiosłem), św. Kazimierza (z mieczem i koroną) oraz św. Stanisława Kostki (z rozłożonymi rękoma). Woda z niej pochodząca ma mieć właściwości lecznicze. W dolnym kościele znajduje się również figura przedstawiająca nieznanego świętego Jezuitę oraz artystycznie wykonana chrzcielnica z 1849 roku. Sklepienie jest bogato ozdobione sztukateriami. Dolny kościół został gruntownie przebudowany w latach 1912 – 1920.